# Cristal Union
Cristal Union est une entreprise coopérative sucrière française née en 2000, de la fusion des sucreries d'Arcis, de Bazancourt, Corbeilles et Eclaron.

## Historique

### Création et extension des capacités
En janvier 2000, les coopératives d'Arcis, Bazancourt, Corbeilles et Éclaron décident de fusionner leurs structures au sein d'une même entreprise. Ces coopératives fondatrices créent ainsi le groupe Cristal Union, en mettant en commun leur personnel et leurs actifs industriels et financiers, afin d'optimiser leur organisation industrielle et de répondre aux évolutions du marché du sucre et de l'alcool, face à l'émergence de groupes concurrents à l'échelle européenne.
En 2005, Cristal Union fait l'acquisition de la société DEULEP, « Distilleries, Entrepôts et Usines de Languedoc et Provence » spécialisée dans le stockage et le négoce d'alcool vinique, la distillation, rectification et déshydratation d'alcools. En 2007, elle acquiert 90 % de la Distillerie Jean Goyard, spécialiste de la distillation des coproduits viniques et du recyclage des matières issues du vignoble champenois (90 % des sous-produits du vignoble champenois). Avec ces opérations de croissance externe, le Groupe Cristal Union élargit son dispositif de production et de distribution d'éthanol et d'alcools issus de la transformation de produits agricoles français (betteraves – céréales – vins).
En 2007, Cristal Union fusionne avec la Sucrerie et Raffinerie d'Erstein. En 2012, le groupe s'élargit en intégrant La Vermandoise, et la sucrerie de Bourdon. En 2015, l'entreprise s'associe à Global Bioenergies pour créer IBN-One, coentreprise spécialisée dans la production d'isobutène biosourcé, avec le projet d'avoir une usine fonctionnelle en 2018.
En 2014, le Groupe se diversifie et investit dans la filière de sucre de canne en prenant une participation dans la société Gardel en Guadeloupe.

### Développement méditerranéen
Afin d'anticiper la fin des quotas européens sur le sucre, qui maintenaient les prix stables, Cristal Union choisit de développer de nouvelles capacités autour de la Méditerranée, mais aussi d’investir ces marchés à l’export.
En 2011, le Groupe prend 49 % des parts dans la marque italienne Eridania, puis monte à 100 % en 2015.
La même année, le Groupe prend une participation de 50 % dans l'entreprise italienne Raffineria di Brindisi (SRB)  et signe un partenariat avec le groupe algérien LaBelle, qui se concrétise avec la mise en route de la raffinerie GRD Labelle en 2016.
En 2016, Cristal Union prend une participation de 17 % chez le croate Viro. 

### Restructuration et redéploiement des capacités
En avril 2019, dans un contexte de fin programmée des quotas du sucre et d'une baisse des prix du sucre, l'entreprise annonce un plan de restructuration : les sites de Bourdon (Puy-de-Dôme) et de Toury (Eure-et-Loir) sont voués à la fermeture, tandis que celui d'Erstein (Bas-Rhin) voit sa ligne de conditionnement fermer. 
Dès 2020, la coopérative annonce des résultats en amélioration à la suite de sa réorganisation industrielle et d'un plan d’économies de 50 millions d’Euros. 
En 2020, face à la crise sanitaire, Cristal Union a réorienté rapidement sa production vers l’alcool pharmaceutique pour fabriquer du gel hydroalcoolique.

## Activités

### Produits
- Sucre alimentaire pour la consommation individuelle et pour l’industrie. Depuis 2018, Cristal Union développe la première filière française de sucre bio[19]. Les betteraves bio nécessitent des méthodes de culture plus complexes et des processus de transformation industrielle plus délicats.
- Alcool utilisé en parfumerie et cosmétique, dans l’alimentaire pour la production de spiritueux, dans l’industrie (par exemple pour la production de lave-glace), ou en pharmacie pour les désinfectants. Depuis 2020, Cristal Union est devenu le premier producteur européen d’alcool pour les gels hydroalcooliques[20].
- Bioéthanol : utilisé dans les carburants, il est incorporé dans l’essence E5, E10 ou encore le Superéthanol E85 (le nombre indique la proportion de bioéthanol).
- Alimentation animale : les produits issus de la transformation de la betterave (pulpes humides ou déshydratées), la luzerne et les drêches de blé sont également travaillés par la coopérative comme aliments à haute valeur nutritive pour l’élevage.

### Marques
Cristal Union commercialise du sucre sous différentes marques déjà connues du grand public avant les années 2000 : Daddy (anciennement DaddySuc, propriété de la Sucrerie de Vauciennes), Erstein et en Italie Eridania.
Ces marques proposent également dans leurs gammes d’autres produits sucrants d’origine exclusivement végétale comme le sucre de canne, la stevia (notamment après le rachat de Stevia Natura) ou le sirop d’agave. 
La marque Cristalco est à la fois le nom de la marque professionnelle et le nom de la filiale commerciale du groupe qui commercialise l’ensemble des produits de Cristal Union.

## Gouvernance et finances
Le poids industriel du groupe représentait, avant l'acquisition des quatre sucreries de La Vermandoise, la transformation de 25 % des betteraves sucrières françaises sur plus de 85 000 hectares de surfaces emblavées.
En 2020, Cristal Union est le 1er groupe français pour les sucres industriels, 2e opérateur d’alcool agricole en Europe et le troisième producteur de bioéthanol. Il représente plus de 9 000 planteurs planteurs de betteraves. 
Parmi ses engagements RSE, Cristal Union développe la biomasse, le biogaz, substitue ses emballages plastiques par du papier. Le Groupe est signataire du programme Global Compact de l’ONU et du programme SBTi.
En 2020, Cristal Union s’est fixé une feuille de route pour atteindre la neutralité carbone en 2050.

### Implantations
Le siège social de Cristal Union se trouve à Villette-sur-Aube, près d'Arcis-sur-Aube.
Le groupe possède plusieurs sites de production en France : 
- 8 sucreries : Pithiviers-le-Vieil, Corbeilles-en-Gâtinais, Fontaine-le-Dun, Sainte-Émilie, Sillery, Erstein, Bazancourt et Arcis-sur-Aube
- 3 distilleries : Cristanol à Bazancourt, Dislaub à Buchères et Arcis-sur-Aube

En France et à l’international, le Groupe coopératif est également présent au travers de plusieurs filiales : Distillerie Goyard à Ay en France, Eridania en Italie, Gardel en Algérie, Viro en Croatie.

## Accidents
Le 1er mars 2019, Cristal Union et son sous-traitant Carrard Services sont condamnés pour l'accident ayant impliqué quatre cordistes en mars 2012 et entrainé la mort de deux d'entre eux, à 100 000 € d’amende chacun; ils font appel. L'accident était intervenu lors d’une opération de nettoyage dans les silos du site agro-industriel de Bazancourt. La marque de sucre Daddy, propriété de Cristal Union, est alors ciblée par une campagne de boycott.
Le 6 décembre 2019, l’entreprise ETH, sous-traitante de Cristal Union, est déclarée coupable d’homicide involontaire au pénal et condamnée à la suite de la mort dans les mêmes circonstances le 21 juin 2017 du cordiste Quentin Zaraoui-Bruat. Le 26 novembre 2020, le tribunal de Saint-Brieuc reconnait la « faute inexcusable » de l’entreprise ETH dans le décès du cordiste. ETH pourra agir à l'encontre de Cristal Union devant un autre tribunal.

## Principaux concurrents en France
- Beghin-Say (groupe Tereos)
- Saint Louis Sucre (groupe Südzucker)